# Гхарапури
Гхарапу́ри, также остров Элефа́нта (англ. Elephanta Island), — остров в Индийском океане в гавани Мумбаи, Индия.

## История
В древние времена остров был известен как Гхарапури. Название «остров Элефанта» было дано португальскими исследователями XVI века, увидевшими монолитную базальтовую скульптуру слона около входа в пещеры. Они решили взять её с собой домой, но в итоге бросили в море, потому что их цепи были недостаточно прочными. Позже эта скульптура была перенесена британцами в Музей Виктории и Альберта (ныне Музей доктора Бхау Даджи Лада) в Мумбаи. Этот остров был однажды столицей могущественного местного королевства. В рукописи F Леонардо да Винчи (хранящейся в Национальной библиотеке Франции) есть заметка, в которой он говорит: «Карта Элефанты в Индии, которую имеет Антонелло, галантерейщик». Неизвестно, кем мог быть этот флорентийский путешественник Антонелло.
Остров является популярным туристическим направлением из-за пещерных храмов острова — Элефанта, которые были вырезаны в скалах.
До острова легко добраться на пароме из Мумбаи, находящегося примерно в 10 километрах от юго-восточного побережья города-острова. Лодки отправляются ежедневно от Ворот Индии, путь по времени занимает около часа. Билеты на них можно купить в самом порту. Первый паром отправляется в 9 часов утра, а последний — в 2 часа дня. На острове от пристани для лодок к ступеням, ведущим к знаменитым пещерам, проложена тропинка.
Существует также узкоколейный железнодорожный маршрут от причала до основания ступеней, ведущих к пещерам (около 600 метров). Вдоль пути торговцы продают сувениры, такие как ожерелья, браслеты, выставочные образцы и брелки. Есть также киоски, чтобы купить еду и напитки. Маленькие обезьяны играют по сторонам дороги, время от времени похищая предметы у торговцев, туристов и из мусорных контейнеров.